# 플리머스 마전 대학교
플리머스 마전 대학교(Plymouth Marjon University)는 영국 데번주 플리머스의 북쪽 끝자락에 위치한, 주로 단일 캠퍼스로 운영되는 대학교이다. 이전 교명은 세인트 마크 앤드 세인트 존 대학교(University College Plymouth St Mark & St John)였으나 2013년 온전한 대학교(university) 지위를 얻었다.

## 같이 보기
- 사범대학
- 영국의 대학 목록